# Aphnaeus khurdanus
Aphnaeus khurdanus är en fjärilsart som beskrevs av Moore 1884. Aphnaeus khurdanus ingår i släktet Aphnaeus och familjen juvelvingar. Inga underarter finns listade i Catalogue of Life.